# Voleibol nos Jogos Europeus de 2015 - Masculino
O torneio masculino do voleibol foi um dos eventos do voleibol  nos Jogos Europeus de 2015, em Baku, no Azerbaijão. Foi disputada na Baku Crystal Hall entre os dias 14 a 28 de junho.

## Qualificação
| Meios de qualificação                                   | Vagas | Qualificados                                                                            |
| ------------------------------------------------------- | ----- | --------------------------------------------------------------------------------------- |
| Nação anfitriã                                          | 1     | Azerbaijão                                                                              |
| Ranking Europeu CEV (a partir de 1º de janeiro de 2015) | 9     | Rússia · Itália · Sérvia · Polônia · Bulgária · Alemanha · França · Finlândia · Bélgica |
| Ranking da Liga Europeia CEV (2011–2014)                | 2     | Eslováquia · Turquia                                                                    |
| Total                                                   | 12    |                                                                                         |

## Medalhistas
|  | GER Alemanha |  | BUL Bulgária |  | RUS Rússia |
|  | Christian Fromm Sebastian Kühner Denis Kaliberda Marcus Böhme Jochen Schöps (capitão) Lukas Kampa Ferdinand Tille Tom Strohbach Tim Broshog Jan Zimmermann Michael Andrei Björn Höhne Matthias Pompe Falko Steinke |  | Georgi Bratoev Rozalin Penchev Martin Bozhilov Svetoslav Gotsev Velizar Chernokozhev Branimir Grozdanov Dobromir Dimitrov Valentin Bratoev Jani Jeliazkov Todor Aleksiev (capitão) Nikolay Nikolov Borislav Apostolov Ventsislav Ragin Petar Karakashev |  | Ilia Vlasov Dmitry Kovalev (capitão) Ivan Demakov Igor Kobzar Alexander Markin Igor Filippov Alexey Kabeshov Alexander Kimerov Dmitrii Volkov Victor Poletaev Maksim Zhigalov Egor Kliuka Sergey Nikitin Roman Bragin |

## Composição dos grupos
As equipes foram classificadas seguindo o sistema Serpentine de acordo com sua classificação europeia em 1º de janeiro de 2015. Doze nações qualificadas foram divididas em dois grupos, cada um composto por seis times. Após a primeira fase, as quatro equipes mais bem colocadas de cada grupo avançaram para uma fase eliminatória para decidir as medalhas.
| Grupo A                | Grupo B         |
| ---------------------- | --------------- |
| Azerbaijão (Anfitrião) | Rússia (1)      |
| Sérvia (3)             | Itália (2)      |
| Polônia (4)            | Bulgária (5)    |
| França (7)             | Alemanha (6)    |
| Finlândia (8)          | Bélgica (9)     |
| Turquia (13)           | Eslováquia (10) |

## Primeira fase
Horário de verão do Azerbaijão (UTC+5).
Os resultados da primeira fase foram os seguintes.

### Grupo A
|  | Classificados para as quartas de final |

|     |            |     | Jogos | Jogos | Jogos | Sets | Sets | Sets  | Pontos | Pontos | Pontos |
| Pos | Equipe     | Pts | T     | V     | D     | V    | P    | R     | V      | P      | R      |
| --- | ---------- | --- | ----- | ----- | ----- | ---- | ---- | ----- | ------ | ------ | ------ |
| 1   | Polônia    | 12  | 5     | 5     | 0     | 15   | 6    | 2.599 | 464    | 401    | 1.157  |
| 2   | França     | 12  | 5     | 4     | 1     | 14   | 5    | 2.800 | 431    | 381    | 1.131  |
| 3   | Turquia    | 9   | 5     | 3     | 2     | 11   | 9    | 1.222 | 449    | 414    | 1.085  |
| 4   | Sérvia     | 8   | 5     | 2     | 3     | 11   | 9    | 1.222 | 430    | 419    | 1.026  |
| 5   | Finlândia  | 2   | 5     | 1     | 4     | 3    | 14   | 0.214 | 334    | 403    | 0.829  |
| 6   | Azerbaijão | 2   | 5     | 0     | 5     | 4    | 15   | 0.267 | 356    | 446    | 0.798  |

| Data   | Hora  |             | Placar |            | Set 1 | Set 2 | Set 3 | Set 4 | Set 5 | Total   | Relatório |
| ------ | ----- | ----------- | ------ | ---------- | ----- | ----- | ----- | ----- | ----- | ------- | --------- |
| 14 Jun | 11:00 | Sérvia      | 1–3    | Turquia    | 15–25 | 25–21 | 20–25 | 18–25 |       | 78–96   | Súmula    |
| 14 Jun | 16:30 | Azerbaijão} | 2–3    | Finlândia  | 25–22 | 25–21 | 18–25 | 18–25 | 13–15 | 99–108  | Súmula    |
| 14 Jun | 22:00 | Polônia}    | 3–2    | França     | 25–27 | 25–20 | 25–20 | 10–25 | 15–10 | 100–102 | Súmula    |
| 16 Jun | 11:00 | Finlândia}  | 0–3    | França     | 24–26 | 23–25 | 23–25 |       |       | 70–76   | Súmula    |
| 16 Jun | 14:30 | Turquia}    | 2–3    | Polônia    | 20–25 | 19–25 | 30–28 | 25–22 | 13–15 | 107–115 | Súmula    |
| 16 Jun | 22:00 | Azerbaijão} | 0–3    | Sérvia     | 22–25 | 18–25 | 19–25 |       |       | 59–75   | Súmula    |
| 18 Jun | 14:30 | Finlândia}  | 0–3    | Turquia    | 14–25 | 16–25 | 13–25 |       |       | 43–75   | Súmula    |
| 18 Jun | 16:30 | Azerbaijão  | 0–3    | França     | 17–25 | 16–25 | 18–25 |       |       | 51–75   | Súmula    |
| 18 Jun | 22:00 | Sérvia      | 2–3    | Polônia    | 25–13 | 25–21 | 15–25 | 23–25 | 9–15  | 97–99   | Súmula    |
| 20 Jun | 09:00 | França      | 3–0    | Turquia    | 25–23 | 25–19 | 25–16 |       |       | 75–58   | Súmula    |
| 20 Jun | 14:30 | Sérvia      | 3–0    | Finlândia  | 25–16 | 28–26 | 25–20 |       |       | 78–62   | Súmula    |
| 20 Jun | 20:00 | Polônia     | 3–0    | Azerbaijão | 25–14 | 25–13 | 25–17 |       |       | 75–44   | Súmula    |
| 22 Jun | 09:00 | Polônia     | 3–0    | Finlândia  | 25–21 | 25–20 | 25–10 |       |       | 75–51   | Súmula    |
| 22 Jun | 16:30 | França      | 3–2    | Sérvia     | 21–25 | 17–25 | 25–23 | 25–18 | 15–11 | 103–102 | Súmula    |
| 22 Jun | 20:00 | Turquia     | 3–2    | Azerbaijão | 25–18 | 25–17 | 22–25 | 21–25 | 20–18 | 113–103 | Súmula    |

### Grupo B
|  | Classificados para as quartas de final |

|     |           |     | Jogos | Jogos | Jogos | Sets | Sets | Sets  | Pontos | Pontos | Pontos |
| Pos | Equipe    | Pts | T     | V     | D     | V    | P    | R     | V      | P      | R      |
| --- | --------- | --- | ----- | ----- | ----- | ---- | ---- | ----- | ------ | ------ | ------ |
| 1   | Alemanha  | 12  | 5     | 4     | 1     | 13   | 3    | 4.333 | 391    | 330    | 1.185  |
| 2   | Rússia    | 12  | 5     | 4     | 1     | 13   | 5    | 2.600 | 438    | 384    | 1.141  |
| 3   | Bulgária  | 11  | 5     | 4     | 1     | 12   | 7    | 1.714 | 445    | 406    | 1.096  |
| 4   | Eslovênia | 6   | 5     | 2     | 3     | 7    | 11   | 0.636 | 378    | 427    | 0.885  |
| 5   | Bélgica   | 3   | 5     | 1     | 4     | 6    | 14   | 0.429 | 391    | 461    | 0.848  |
| 6   | Itália    | 1   | 5     | 0     | 5     | 1    | 15   | 0.267 | 421    | 456    | 0.923  |

| Data   | Hora  |            | Placar |            | Set 1 | Set 2 | Set 3 | Set 4 | Set 5 | Total  | Relatório |
| ------ | ----- | ---------- | ------ | ---------- | ----- | ----- | ----- | ----- | ----- | ------ | --------- |
| 14 Jun | 09:00 | Eslováquia | 3–1    | Itália     | 25–23 | 25–22 | 22–25 | 25–21 |       | 97–91  | Súmula    |
| 14 Jun | 14:30 | Bélgica    | 2–3    | Bulgária   | 16–25 | 25–23 | 20–25 | 25–23 | 11–15 | 97–111 | Súmula    |
| 14 Jun | 20:00 | Alemanha   | 1–3    | Rússia     | 20–25 | 25–20 | 23–25 | 21–25 |       | 89–95  | Súmula    |
| 16 Jun | 09:00 | Rússia     | 3–0    | Bélgica    | 25–18 | 25–18 | 25–23 |       |       | 75–59  | Súmula    |
| 16 Jun | 16:30 | Alemanha   | 3–0    | Eslováquia | 25–15 | 25–18 | 25–23 |       |       | 75–56  | Súmula    |
| 16 Jun | 20:00 | Bulgária   | 3–1    | Itália     | 25–21 | 22–25 | 34–32 | 25–19 |       | 106–97 | Súmula    |
| 18 Jun | 09:00 | Bulgária   | 0–3    | Alemanha   | 20–25 | 18–25 | 22–25 |       |       | 60–75  | Súmula    |
| 18 Jun | 11:00 | Rússia     | 3–1    | Eslováquia | 24–26 | 25–17 | 25–18 | 25–20 |       | 99–81  | Súmula    |
| 18 Jun | 20:00 | Itália     | 2–3    | Bélgica    | 24–26 | 25–16 | 19–25 | 25–12 | 13–15 | 106–94 | Súmula    |
| 20 Jun | 11:00 | Eslováquia | 3–1    | Bélgica    | 25–22 | 19–25 | 25–21 | 25–19 |       | 94–87  | Súmula    |
| 20 Jun | 16:30 | Rússia     | 1–3    | Bulgária   | 22–25 | 25–18 | 23–25 | 17–25 |       | 87–93  | Súmula    |
| 20 Jun | 22:00 | Alemanha   | 3–0    | Itália     | 25–18 | 25–22 | 27–25 |       |       | 77–65  | Súmula    |
| 22 Jun | 11:00 | Bélgica    | 0–3    | Alemanha   | 22–25 | 11–25 | 21–25 |       |       | 54–75  | Súmula    |
| 22 Jun | 14:30 | Bulgária   | 3–0    | Eslováquia | 25–14 | 25–17 | 25–19 |       |       | 75–50  | Súmula    |
| 22 Jun | 22:00 | Itália     | 0–3    | Rússia     | 17–25 | 15–25 | 30–32 |       |       | 62–82  | Súmula    |

## Fase final
Horário de verão do Azerbaijão (UTC+5).
As equipes classificadas em 1º lugar em cada grupo jogaram contra as equipes classificadas em 4º lugar no outro grupo. Os 2ºs colocados da chave A jogaram contra os 2º ou 3º colocados da chave B, determinados por sorteio. As equipes restantes jogaram entre si.
|  | Quartas de final | Quartas de final |             |        | Semifinais     | Semifinais     |  |  | Final       | Final |
|  |                  |                  |             |        |                |                |  |  |             |       |
|  | 24 de junho      |                  |             |        |                |                |  |  |             |       |
|  |                  |                  |             |        |                |                |  |  |             |       |
|  | Polônia          | 3                |             |        |                |                |  |  |             |       |
|  | Polônia          | 3                | 26 de junho |        |                |                |  |  |             |       |
|  | Eslováquia       | 0                |             |        |                |                |  |  |             |       |
|  | Eslováquia       | 0                | Polônia     | 2      |                |                |  |  |             |       |
|  | 24 de junho      |                  | Polônia     | 2      |                |                |  |  |             |       |
|  |                  | Bulgária         | 3           |        |                |                |  |  |             |       |
|  | Turquia          | Bulgária         | 3           | 1      |                |                |  |  |             |       |
|  | Turquia          |                  | 28 de junho | 1      |                |                |  |  |             |       |
|  | Bulgária         | 3                |             |        |                |                |  |  |             |       |
|  | Bulgária         | 3                | Bulgária    | 1      |                |                |  |  |             |       |
|  | 24 de junho      |                  | Bulgária    | 1      |                |                |  |  |             |       |
|  |                  | Alemanha         | 3           |        |                |                |  |  |             |       |
|  | França           | Alemanha         | 3           | 0      |                |                |  |  |             |       |
|  | França           | 26 de junho      |             | 0      |                |                |  |  |             |       |
|  | Rússia           | 3                |             |        |                |                |  |  |             |       |
|  | Rússia           | 3                | Rússia      | 1      | Terceiro lugar | Terceiro lugar |  |  |             |       |
|  | 24 de junho      |                  | Rússia      | 1      | Terceiro lugar | Terceiro lugar |  |  |             |       |
|  |                  | Alemanha         | 3           |        |                |                |  |  |             |       |
|  | Sérvia           | Alemanha         | 3           | 0      | Polônia        | 1              |  |  |             |       |
|  | Sérvia           |                  |             | 0      | Polônia        | 1              |  |  |             |       |
|  | Alemanha         | 3                |             | Rússia | 3              |                |  |  |             |       |
|  | Alemanha         | 3                |             |        | 3              |                |  |  |             |       |
|  |                  |                  |             |        |                |                |  |  | 28 de junho |       |
|  |                  |                  |             |        |                |                |  |  |             |       |

### Quartas de final
| Data   | Hora  |         | Placar |            | Set 1 | Set 2 | Set 3 | Set 4 | Set 5 | Total | Relatório |
| ------ | ----- | ------- | ------ | ---------- | ----- | ----- | ----- | ----- | ----- | ----- | --------- |
| 24 Jun | 13:00 | Polônia | 3–0    | Eslováquia | 25–16 | 25–23 | 25–19 |       |       | 75–58 | Súmula    |
| 24 Jun | 15:00 | Turquia | 1–3    | Bulgária   | 26–24 | 19–25 | 17–25 | 20–25 |       | 82–99 | Súmula    |
| 24 Jun | 19:00 | Sérvia  | 0–3    | Alemanha   | 24–26 | 24–26 | 17–25 |       |       | 65–77 | Súmula    |
| 24 Jun | 21:00 | França  | 0–3    | Rússia     | 23–25 | 23–25 | 22–25 |       |       | 68–75 | Súmula    |

### Semifinal
| Data   | Hora  |         | Placar |          | Set 1 | Set 2 | Set 3 | Set 4 | Set 5 | Total  | Relatório |
| ------ | ----- | ------- | ------ | -------- | ----- | ----- | ----- | ----- | ----- | ------ | --------- |
| 26 Jun | 17:00 | Polônia | 2–3    | Bulgária | 14–25 | 25–19 | 22–25 | 25–23 | 13–15 | 99–107 | Súmula    |
| 26 Jun | 19:30 | Rússia  | 1–3    | Alemanha | 17–25 | 25–18 | 18–25 | 18–25 |       | 78–93  | Súmula    |

### Disputa pelo bronze
| Data   | Hora  |         | Placar |        | Set 1 | Set 2 | Set 3 | Set 4 | Set 5 | Total | Relatório |
| ------ | ----- | ------- | ------ | ------ | ----- | ----- | ----- | ----- | ----- | ----- | --------- |
| 28 Jun | 10:30 | Polônia | 1–3    | Rússia | 24–26 | 25–23 | 23–25 | 23–25 |       | 95–99 | Súmula    |

### Final
| Data   | Hora  |          | Placar |          | Set 1 | Set 2 | Set 3 | Set 4 | Set 5 | Total  | Relatório |
| ------ | ----- | -------- | ------ | -------- | ----- | ----- | ----- | ----- | ----- | ------ | --------- |
| 28 Jun | 13:00 | Bulgária | 1–3    | Alemanha | 16–25 | 18–25 | 31–29 | 21–25 |       | 86–104 | Súmula    |

## Classificação final
A classificação final foi a seguinte.
| Pos.              | Equipe     |
| ----------------- | ---------- |
| Medalha de ouro   | Alemanha   |
| Medalha de prata  | Bulgária   |
| Medalha de bronze | Rússia     |
| 4                 | Polônia    |
| 5                 | França     |
| 5                 | Sérvia     |
| 5                 | Eslováquia |
| 5                 | Turquia    |
| 9                 | Bélgica    |
| 9                 | Finlândia  |
| 11                | Azerbaijão |
| 11                | Itália     |